# Tiffin (cuisine)

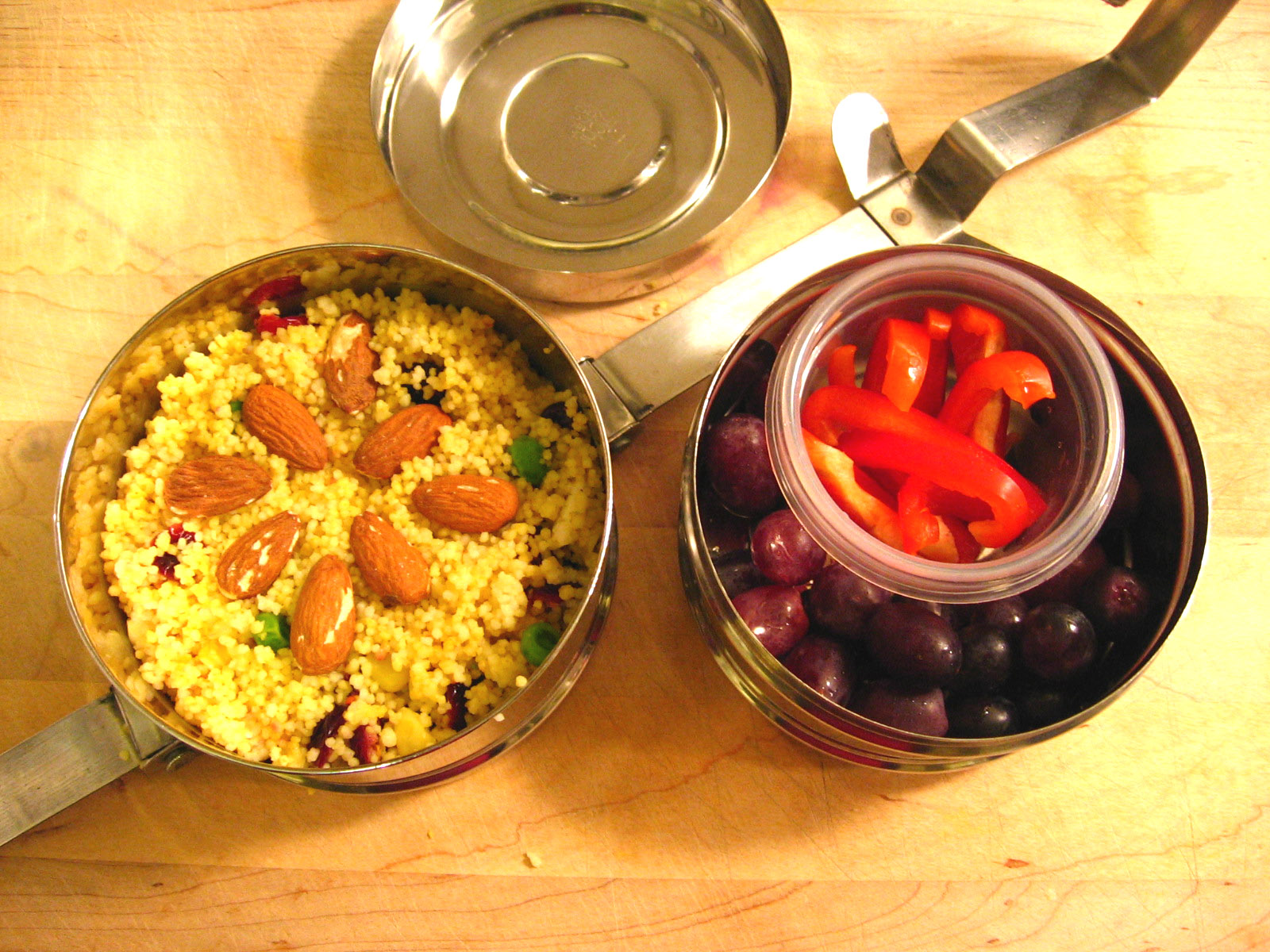
Un tiffin lunch dans sa gamelle métallique (tiffin box).

Un tiffin désigne en Inde un déjeuner, ou, de façon plus générale, n'importe quel repas léger. Le terme est apparu dans l'Inde britannique et est aujourd'hui utilisé principalement dans l'anglais parlé par les Indiens. Le terme vient de l'époque où la coutume indienne a pris la relève de l'habitude anglaise de prendre un repas au cours de l'après-midi, conduisant à un nouveau mot pour désigner ce repas de l'après-midi.
Il trouve son origine dans un terme d'argot anglais aujourd'hui tombé en désuétude, tiffin, qui signifiait « boire un petit coup ». Quand le mot est utilisé pour désigner le déjeuner de midi, il n'implique pas obligatoirement un repas léger.
Le mot apparait de façon notoire dans le nom de MTR, Mavalli Tiffin Room, une importante chaîne de restaurants végétariens sud-indiens (de cuisine dite "d'Udupi").